# 弗龙滕豪森
弗龙滕豪森是德国巴伐利亚州的一个市镇。总面积30.43平方公里，总人口4454人，其中男性2248人，女性2206人（2011年12月31日），人口密度146人/平方公里。